# حكيم قشلاقي (بالغلو)
حکیم قشلاقي (بالفارسية: حکیم‌قشلاقی) هي قرية تقع في إيران في قسم بالغلو الريفي. يقدر عدد سكانها بـ 1,312 نسمة .